# Kecamatan Cibarusa
Kecamatan Cibarusa är ett distrikt i Indonesien.   Det ligger i provinsen Jawa Barat, i den västra delen av landet, 40 km sydost om huvudstaden Jakarta.